# Grimgar – Ảo ảnh và tro tàn
Grimgar - Ảo ảnh và tro tàn (Nhật: 灰と幻想のグリムガル Hepburn: Hai to Gensō no Gurimugaru) là một light novel của Nhật Bản do Ao Jūmonji viết và Eiri Shirai vẽ minh họa. Câu chuyện kể về một nhóm người đột nhiên thấy mình trong một thế giới tưởng tượng không có ký ức từ trước khi họ đến, và kể về những cuộc đấu tranh của họ để tồn tại và kiếm sống cho mình. Bộ tiểu thuyết được nhà xuất bản Kim Đồng phát hành tại Việt Nam dưới ấn hiệu WingBooks.
Mutsumi Okubashi đã bắt đầu tuần tự hóa một truyện tranh manga ở Gangan Joker vào năm 2015. Các tiểu thuyết đã được chuyển thể thành một loạt phim hoạt hình anime gồm 12 tập từ tháng 1 đến tháng 3 năm 2016. Một hình ảnh hoạt hình gốc được phát hành vào tháng 3 năm 2016. Phim hoạt hình được cấp phép ở Bắc Mỹ của Funimation, trong khi câu lạc bộ J-Novel đã giành được quyền xuất bản các cuốn tiểu thuyết gốc bằng tiếng Anh và báo Yen Press đã xuất bản truyện chuyển thể manga.

## Nhân vật

### Nhân vật chính:
Haruhiro (ハルヒロ)
Lồng tiếng bởi: Yoshimasa Hosoya (tiếng Nhật); Ricco Fajardo (tiếng Anh)
Nhân vật quan điểm chính và Đạo tặc của nhóm. Haruhiro là nhân vật được đánh giá cao nhất của bộ truyện vì cậu không hề kiêu ngạo trong tự nhiên cũng như khiêm tốn. Cậu là người tốt và luôn luôn sẵn sàng giúp đỡ các thành viên của mình. Sau đó cậu bị buộc phải trở thành lãnh đạo nhóm sau cái chết của Manato. Cuối cùng, cậu bắt đầu chú ý nhiều hơn đến tình cảm của đồng đội, dần dần được cải tiến làm người lãnh đạo hoàn hảo.
Manato (マナト)
Lồng tiếng bởiNobunaga Shimazaki (Nhật); Justin Briner (tiếng Anh)
Manato đã chọn để trở thành một Tu sĩ và cuối cùng đảm nhận vai trò của người lãnh đạo ban đầu của nhóm. Anh đã nhìn thấy những điểm tích cực trong các thành viên và với đó anh đã có thể chiến lược có hiệu quả kế hoạch chiến đấu khi nhóm đã bắt đầu săn goblin lần đầu tiên. Khi họ tiến bộ như một nhóm, họ bắt đầu lập bản đồ các thành phố bị bỏ rơi trong khi săn bắt các yêu tinh lớn hơn. Tuy nhiên, trong khi nghỉ ngơi nhóm đã bị lôi kéo bởi nhiều goblins hơn họ đã quen. Di chuyển rất hiệu quả nhóm của mình để rút lui, một goblin đã bắn trúng Manato ở phía sau khi họ rút lui. Anh qua đời ngay sau đó. Trong một cuộc trò chuyện sau cái chết của anh, Haruhiro đã đề cập rằng ngoài việc mất chiến lược lãnh đạo và kế hoạch chiến lược, Manato cũng là một tuyến phòng thủ như Moguzo và một tiền đạo hàng đầu như Ranta.
Yume (ユメ)
Lồng tiếng bởi: Mikako Komatsu (Nhật); Jeannie Tirado (tiếng Anh)
Dũng cảm và mạnh mẽ, Yume là thợ săn của nhóm. Cô cũng có xu hướng cố gắng và bảo vệ Shihoru vì tính nhút nhát. Cô ấy có một tình bạn tốt với Haruhiro và họ có vẻ thân thiết
Shihoru (シホル)
Lồng tiếng bởi: Haruka Terui (tiếng Nhật); Sarah Wiedenheft (tiếng Anh)
Phù thủy của nhóm. Nhút nhát, chỉ thân thiện với Yume và Manato. Yume luôn cố gắng làm cho cô ấy tương tác nhiều hơn với nhóm.
Ranta (ランタ)
Lồng tiếng bởi: Hiroyuki Yoshino (tiếng Nhật); Orion Pitts (tiếng Anh)
Hắc Kị sĩ của nhóm. Anh ấy rất bốc đồng, đễ nổi giận và có chút biến thái, cậu luôn cãi nhau với Haruhiro. Ranta là kẻ luôn gây rắc rối cho nhóm, luôn gây ra các vấn đề và đưa ra quyết định vì tính cách của cậu có một chút ngạo mạn.
Moguzo (モグゾー Moguzō)
Lồng tiếng bởi: Fukushi Ochiai (tiếng Nhật); Jarrod Greene (tiếng Anh)
Moguzo là thành viên to lớn nhất của nhóm và do đó đã chọn để trở thành một thành viên của hội Chiến sĩ. Anh ta mặc áo giáp bằng sắt cao nhất và cầm thanh kiếm rộng có độ cao ngang vai. Anh là đầu bếp cho nhóm của mình, phụ trách các bữa ăn. Trong một vài dịp anh có thể đưa các bạn đến quán ăn thay cho việc nấu ăn sáng. Trong thời gian rảnh rỗi, anh thường khắc các bức tượng gỗ đẹp và đáng chú ý.
Mary (メリイ Merii)
Lồng tiếng bởi: Chika Anzai (tiếng Nhật); Jad Saxton (tiếng Anh)
Tham gia nhóm ngay sau cái chết của Manato, Mary thay thế Manato làm Tu sĩ của nhóm. Ban đầu, có rất nhiều xích mích giữa Mary và thành viên còn lại của đội, đặc biệt là Ranta. Cô thực sự giống Manato, hòa đồng, thân thiện và hay cười, nhưng sau một tai nạn bi thảm dẫn đến cái chết của một số người bạn của cô, cô trở nên lạnh lùng và xa cách, nhưng sau khi Haruhiro kể cho cô nghe về hoàn cảnh của nhóm, cô từ từ trở nên thân thiện hơn với nhóm mới của mình.

### Nhân vật phụ:
Renji (レンジ)
Lồng tiếng bởi: Tomokazu Seki (Nhật); Jason Liebrecht (tiếng Anh)
Một người Tình nguyện quân đến cùng lúc với Haruhiro và những người khác, nhưng đã tốt nghiệp với tư cách là một Tình nguyện quân sớm hơn.
Ron (ロン)
Lồng tiếng bởi: Tomokazu Sugita (Nhật); Cris George (tiếng Anh)
Hỗ trợ Renji. Anh có mái tóc màu nâu xám, và mặc áo giáp màu nâu và kim loại.
Adachi (アダチ)
Lồng tiếng bởi: Kenji Nojima (tiếng Nhật); Aaron Roberts (tiếng Anh)
Hỗ trợ Renji. Anh ấy có mái tóc đen và đeo kính. Anh mặc một chiếc áo choàng màu đen với những chiếc cúc màu đỏ và những chiếc còng vàng.
Sassa (サッサ)
Lồng tiếng bởi: Nozomi Furuki (Nhật); Felecia Angelle (tiếng Anh)
Hỗ trợ Renji. Cô ấy có mái tóc dài màu nâu và một chiếc váy màu nâu ngắn và giày cao gót.
Chibi (チビ)
Hỗ trợ Renji. Một cô gái nhỏ nhắn với mái tóc ngắn màu xanh, bộ váy màu xanh và trắng, và đôi giày màu nâu. Cô ấy không có một nữ diễn viên lồng tiếng.
Shinohara (シノハラ)
Lồng tiếng bởi: Hiroki Takahashi (tiếng Nhật); Christopher Wehkamp (tiếng Anh)
Trưởng nhóm Orion.
Hayashi (ハヤシ)
Lồng tiếng bởi: Hidenobu Kiuchi (tiếng Nhật); Christopher Bevins (tiếng Anh)
Hỗ trợ đội Orion và Shinohara.
Michiki (ミチキ)
Lồng tiếng bởi: Shunsuke Takeuchi (tiếng Nhật); Austin Tindle (tiếng Anh)
Trưởng nhóm Michiki.
Ogu (オグ Ogu)
Lồng tiếng bởi: Toshiki Masuda (tiếng Nhật); Josh Grelle (tiếng Anh)
Hỗ trợ Michiki.
Mutsumi (ムツミ)
Lồng tiếng bởi: Haruka Tomatsu (Nhật); Bryn Apprill (tiếng Anh)
Hỗ trợ Michiki.
Kikkawa (キッカワ)
Lồng tiếng: Daisuke Namikawa (Nhật); Todd Haberkorn (tiếng Anh)
Một người đàn ông vô tư từ đội Tokimune, người đã giới thiệu Mary đến nhóm của Haruhiro. Anh ấy có mái tóc nâu rối tung, và mặc một bộ áo choàng màu xanh lá cây và trắng bao gồm trang phục màu nâu của mình.
Britney (ブリトニー Buritonī)
Lồng tiếng bởi: Hiroki Yasumoto (Nhật); Mike McFarland (tiếng Anh)
Britney có mái tóc đỏ ngắn với vệt màu tím, mặc áo choàng trắng và quần short màu trắng, và đôi giày đen.
Barbara (バルバラ Barubara)
Lồng tiếng bởi: Mamiko Noto (tiếng Nhật); Jamie Marchi (tiếng Anh)
Sư phụ ở nhóm Đạo tặc của Haruhiro. Barbara có mái tóc nâu ngắn và đeo kính. Cô mặc một bộ đồ có một dải màu nâu xung quanh ngực và quần soóc màu xanh lá cây của cô, và được trang bị với thắt lưng quanh eo và chân của cô để giữ dao.
Hōnen (ホーネン)
Lồng tiếng bởi: Jōji Nakata (Nhật); Kent Williams (tiếng Anh)
Ông là một người đàn ông hói với râu trắng dài.